# 孙维 (主持人)
孙维（1970年9月—），陕西西安人，汉族，无党派人士。中华人民共和国政治人物、第十三届全国人民代表大会陕西省代表。

## 生平
2018年，孙维被选为陕西省出席第十三届全国人民代表大会代表。